# Massillargues-Attuech
Massillargues-Attuech é uma comuna francesa na região administrativa de Occitânia, no departamento de Gard. Estende-se por uma área de 6,27 km². Em 2010 a comuna tinha 679 habitantes (densidade: 108,3 hab./km²).